# Imigração palestina no Brasil
Palestino-brasileiro é um brasileiro de completa ou parcial ancestralidade palestina, ou um palestino residente no Brasil. O país possui aproximadamente cinquenta mil palestinos-brasileiros.  A maioria dos imigrantes palestinos e seus descendentes estão na região sul do país. Alguns se estabeleceram no estado de São Paulo, o mais populoso e rico do país.

## Contexto histórico

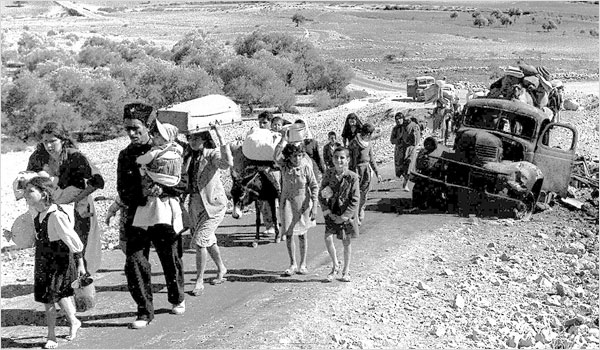
Refugiados palestinos no contexto da Nakba em 1948.

O marco inicial do processo de êxodo palestino é o ano de 1948, com a chamada Nakba, a expulsão e assassinato em massa ocorridos após a Declaração de Independência do Estado de Israel e a guerra árabe-israelense que se inicia subsequentemente. Para além da primeira onda de imigração após 1948, outros movimentos de imigração ocorrem após conflitos entre Palestina e Israel na segunda metade do século XX, sobretudo após a Guerra dos Seis Dias de 1967, o Massacre de Sabra e Chatila em 1982 e a Primeira Intifada em 1987.
Os números exatos relacionados à imigração palestina (sobretudo na chamada primeira onda) são difíceis de precisar, pois muitos dos imigrantes entraram de diferentes formas no Brasil e outros países da América Latina: enquanto alguns adentraram com o status de refugiados palestinos, outros imigraram utilizando documentos de Israel e da Jordânia. A escolha por utilizar documentos israelenses ou jordanianos dava aos imigrantes certa independência de viagem e cidadania, uma vez que o status de refugiado palestino não lhes garantiria os benefícios de pertencimento a um Estado nacional, além das condições precárias dos campos de refugiados.